# Ruwbouw

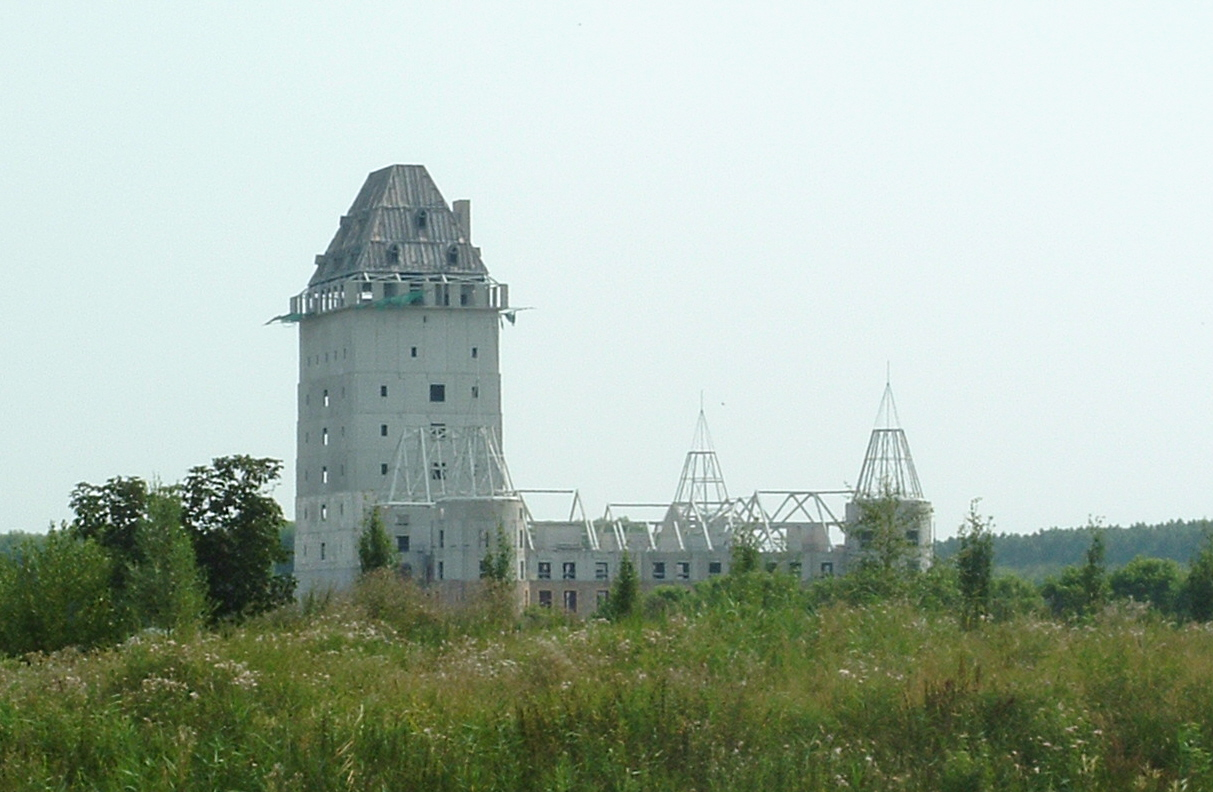
Gebouw in de ruwbouwfase

Ruwbouw is in onder meer de bouwkunde de staat waarin een bouwwerk of kunstwerk zich bevindt, voordat de afwerking (bij gebouwen: afbouwfase) begint.
Voor een gebouw betekent dit meestal dat in de ruwbouwfase onder meer de fundering, muren, vloeren en het dak aangebracht worden. 
Voor een kunstwerk betekent dit meestal dat de beton- en staalconstructies staan, maar dat bijvoorbeeld het wegdek of het spoor nog niet gelegd is.
Tot de andere stadia bij bouwwerken buiten de ruwbouwfase kan bijvoorbeeld de ontwerpfase behoren. Dit is het stadium waarin onder meer vooraf de wensen en eisen worden geïnventariseerd die vervolgens tot een ontwerp om worden gezet op papier. Hierna kan het terrein bouwrijp worden gemaakt. Na de ruwbouwfase kan de afwerking van het bouwwerk plaatsvinden (afbouwfase), waarna uiteindelijk het bouwwerk opgeleverd kan worden. Soms kunnen bouwwerken jaren in de fase van ruwbouw verkeren, omdat er financiële problemen ontstaan zijn, of de bouwplannen gewijzigd zijn. Zie ook Grote Nutteloze Werken.

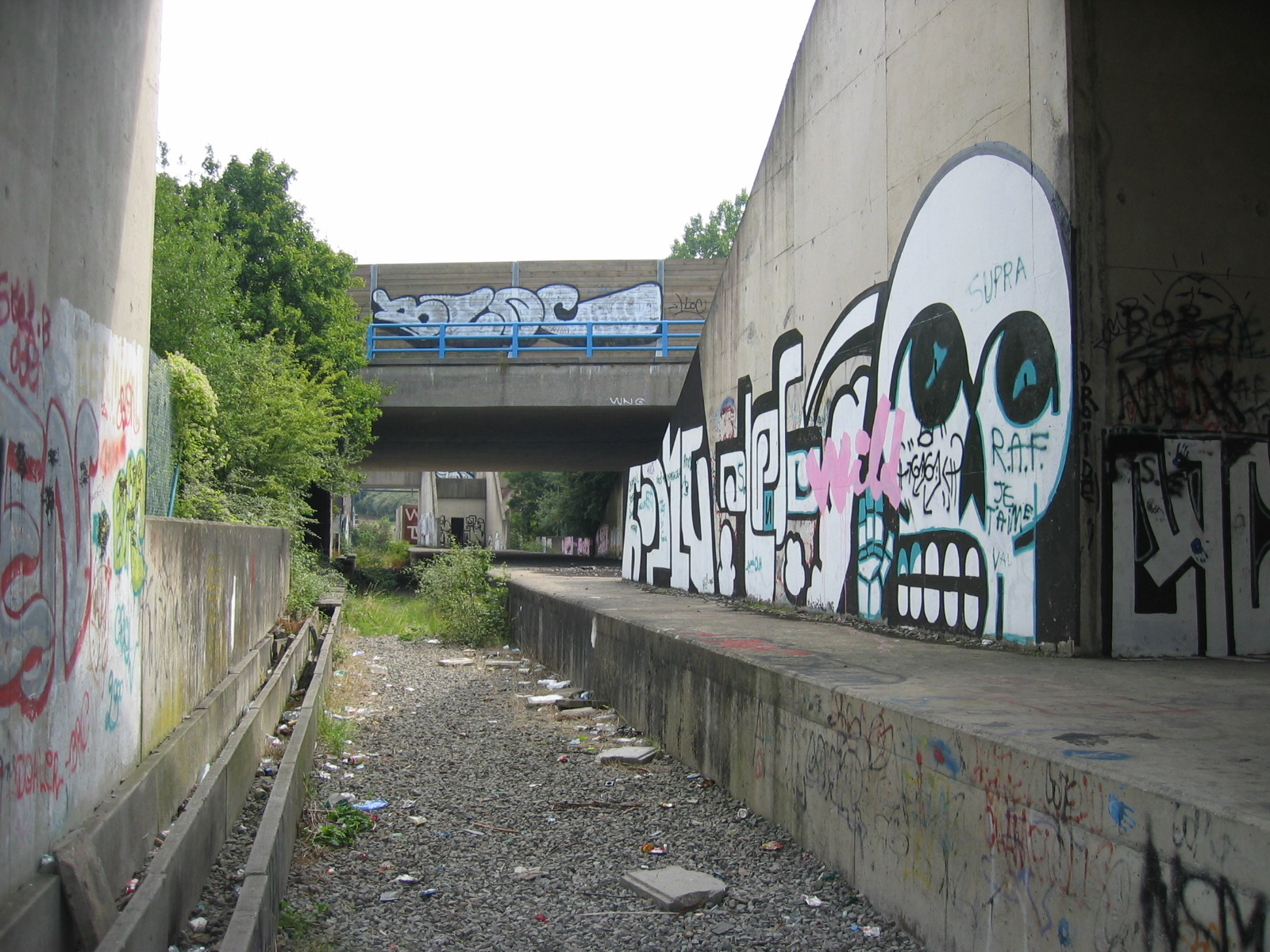
Dit metrostation in Charleroi is in ruwbouw gebouwd. Daarna is echter besloten dit gebouw niet af te bouwen.